# 卡爾·路德維希·馮·勒科克
卡爾·路德維希·馮·勒科克或卡爾·路德維希·馮·勒·科克（Karl Ludwig von Lecoq，1754年9月23日—1829年2月14日） ，法國胡格諾派血統，起先加入萨克森选帝侯军队。后来，他转而效忠于普鲁士王国，并在法国大革命战争期间作战，并因勇敢而获得了梦寐以求的奖章。在担任参谋和外交官期间，他以专业制图师而闻名。 1806 年，他受命指挥德国西北部的部队。在耶拿-奥尔施泰特战役发生灾难后，他与普鲁士军队的主力被切断，他将部队集中在哈默尔恩要塞。在短暂的围攻之后，他向一支劣势的敌人投降了他的部队。为此，他被判无期徒刑。然而，他后来被赦免并继续他的地图制作直到他失明。